# Halowe Mistrzostwa Czech w Lekkoatletyce 2013
Halowe Mistrzostwa Czech w Lekkoatletyce w 2013 – halowe zawody lekkoatletyczne organizowane przez Český atletický svaz, które odbyły się 16 i 17 lutego w Pradze.

## Rezultaty
| PB - rekord życiowy \| SB - najlepszy wynik w sezonie \| NR – halowy rekord kraju |

### Mężczyźni
| Konkurencja:              | 1. miejsce                                                      | Rezultat | 2. miejsce                                                       | Rezultat | 3. miejsce                                                          | Rezultat |
| Bieg na 60 m              | Jan Veleba                                                      | 6,67     | Marek Bakalár                                                    | 6,79     | Václav Zich                                                         | 6,79     |
| Bieg na 200 m             | Jan Jirka                                                       | 21,25    | Vojtěch Šulc                                                     | 21,44    | Lukáš Šťastný Petr Szetei                                           | 21,53    |
| Bieg na 400 m             | Daniel Němeček                                                  | 47,36    | Martin Čapek                                                     | 48,48    | Petr Lichý                                                          | 48,62    |
| Bieg na 800 m             | Tomáš Vystrk                                                    | 1:55,51  | Miroslav Burian                                                  | 1:55,63  | Jan Pernica                                                         | 1:55,90  |
| Bieg na 1500 m            | Milan Kocourek                                                  | 3:49,07  | Tomáš Belada                                                     | 3:49,90  | Roman Rudolecký                                                     | 3:50,50  |
| Bieg na 3000 m            | Lukáš Kourek                                                    | 8:10,18  | Jakub Holuša                                                     | 8:10,61  | Roman Rudolecký                                                     | 8:17,53  |
| Bieg na 60 m przez płotki | Martin Mazáč                                                    | 7,74     | Petr Peňáz                                                       | 7,82     | Jan Carda                                                           | 8,02     |
| Sztafeta 4 × 200 m        | Dukla Praha Petr Lichý Daniel Němeček Patrik Šorm Lukáš Šťastný | 1:27,44  | Slavia Praha Jan Jirka Martin Čapek Miloslav Petrák Václav Barák | 1:27,62  | Spartak Praha 4 Rostislav Šulc Jan Feher Radek Fischer Vojtěch Šulc | 1:27,71  |
| Skok wzwyż                | Jaroslav Bába                                                   | 2,24     | Martin Heindl                                                    | 2,14     | David Kovalský                                                      | 2,10     |
| Skok o tyczce             | Jan Kudlička                                                    | 5,77     | Michal Balner Lukáš Bechyně                                      | 5,30     | –                                                                   | –        |
| Skok w dal                | Milan Pírek                                                     | 7,56     | Roman Novotný                                                    | 7,38     | Adam Hromčík                                                        | 7,29     |
| Trójskok                  | Michal Bednařík                                                 | 15,16    | Jiří Vondráček                                                   | 15,15    | Michal Čada                                                         | 14,99    |
| Pchnięcie kulą            | Martin Stašek                                                   | 20,73    | Martin Novák                                                     | 18,24    | Tomáš Staněk                                                        | 17,91    |
| Siedmiobój                | Adam Helcelet                                                   | 6040     | Marek Lukáš                                                      | 5590     | Adam Nejedlý                                                        | 5478     |

### Kobiety
| Konkurencja:              | 1. miejsce                                                                | Rezultat | 2. miejsce                                                                        | Rezultat | 3. miejsce                                                                         | Rezultat |
| Bieg na 60 m              | Kateřina Čechová                                                          | 7,24     | Barbora Procházková                                                               | 7,33     | Iveta Mazáčová                                                                     | 7,49     |
| Bieg na 200 m             | Denisa Rosolová                                                           | 23,51    | Zuzana Hejnová                                                                    | 23,71    | Barbora Procházková                                                                | 23,89    |
| Bieg na 400 m             | Lenka Masná                                                               | 53,79    | Jitka Bartoničková                                                                | 53,98    | Zdeňka Seidlová                                                                    | 55,66    |
| Bieg na 800 m             | Kateřina Hálová                                                           | 2:11,32  | Michaela Drábková                                                                 | 2:11,32  | Radka Stružková                                                                    | 2:13,30  |
| Bieg na 1500 m            | Kristiina Mäki                                                            | 4:29,69  | Anežka Drahotová                                                                  | 4:36,42  | Lada Nováková                                                                      | 4:41,56  |
| Bieg na 3000 m            | Kristiina Mäki                                                            | 9:34,23  | Monika Preibischová                                                               | 9:36,15  | Petra Kuříková                                                                     | 9:54,92  |
| Bieg na 60 m przez płotki | Lucie Škrobáková                                                          | 8,04     | Nikola Ogrodníková                                                                | 8,45     | Jana Sotáková                                                                      | 8,48     |
| Sztafeta 4 × 200 m        | Olymp Brno Markéta Mrňová Eliška Moravcová Marcela Pírková Pavla Hřivnová | 1:42,38  | Slavia Praha Michaela Nejedlová Šárka Hlaváčková Anna Hrudková Denisa Vondrášková | 1:43,29  | Spartak Praha 4 Lucie Baštovanská Zuzana Kubicová Kateřina Plíhalová Iva Vedralová | 1:45,37  |
| Skok wzwyż                | Romana Dubnova                                                            | 1,79     | Kateřina Cachová                                                                  | 1,75     | Magdalena Nová                                                                     | 1,75     |
| Skok o tyczce             | Jiřina Svobodová                                                          | 4,47     | Romana Maláčová                                                                   | 4,35     | Aneta Morysková                                                                    | 3,95     |
| Skok w dal                | Veronika Šádková                                                          | 6,11     | Eliška Klučinová                                                                  | 6,07     | Kateřina Líbalová                                                                  | 6,01     |
| Trójskok                  | Lucie Májková                                                             | 13,12    | Klára Michalská                                                                   | 12,68    | Zdeňka Pražáková                                                                   | 12,51    |
| Pchnięcie kulą            | Jana Kárníková                                                            | 16,03    | Romana Grómanová                                                                  | 14,40    | Jitka Kubelová                                                                     | 14,14    |
| Pięciobój                 | Eliška Klučinová                                                          | 4256     | Alena Galertová                                                                   | 4074     | Kateřina Cachová                                                                   | 4009     |